# ACS集團

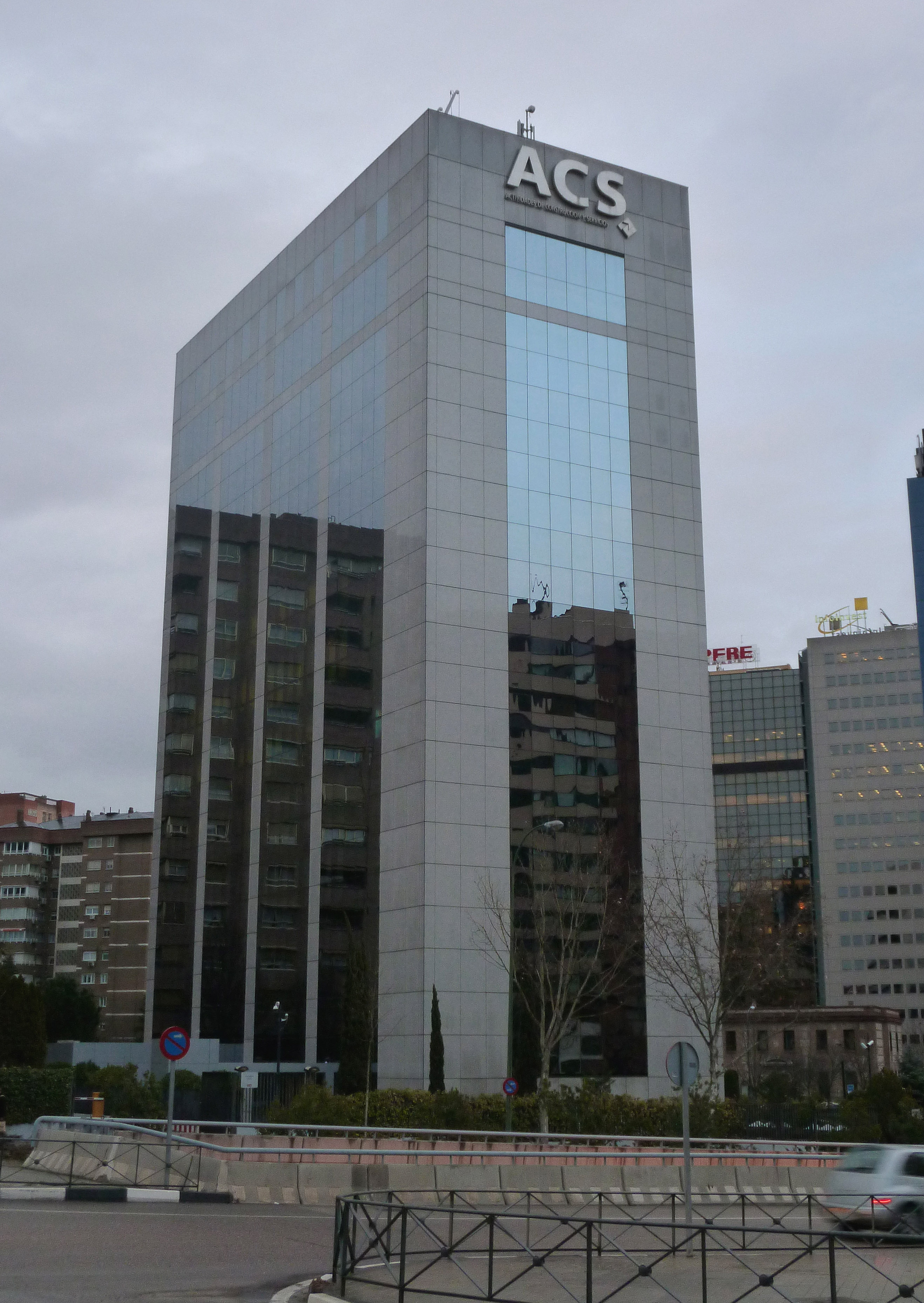
ACS總部，馬德里

ACS集團（ACS, Actividades de Construcción y Servicios, S.A.，西班牙語發音：[aθeˈese]）是一家西班牙跨國公司，主要經營建築相關業務，也涉足電信業。1997年由OCP Construcciones, S.A.和Ginés Navarro Construcciones, S.A.兩公司合併而成。總部位於馬德里。

## 歷史
該公司的前身之一Construcciones Padrós S.A.成立於1983年，主要經營建築相關業務，因遇到財政問題而在1993年與OCISA S.A.合併形成OCP Construcciones, S.A.。1997年與Ginés Navarro Construcciones, S.A.合併形成ACS集團。 1999年買下Onyx SCL，2000年併入股電信公司Xfera和Broadnet。2003年收購二戰期間成立的建築公司Dragados S.A.。
2006年買入費諾薩聯合集團22%的股份（後來升至45%）， 2008年7月被天然气公司以76亿欧元的价格买下ACS集团手中的股份，并在次年将该公司收购。
2011年在豪赫蒂夫的股份升至50.16%，成為其實際擁有者。

## 外部連結
- 官方网站